# Triumfetta acracantha
Triumfetta acracantha là một loài thực vật có hoa trong họ Cẩm quỳ. Loài này được Hochr. miêu tả khoa học đầu tiên năm 1914.